# Parque nacional de Doi Phu Kha
El parque nacional de Doi Phu Kha  (en tailandés: อุทยานแห่งชาติดอยภูคา) es un espacio protegido que se encuentra en la provincia de Nan, en el norte de Tailandia. Fue protegido desde 1988 y se extiende por 1704 km².
Se extiende por parte de los ocho distritos de la cordillera Luang Prabang y cuenta con ricos recursos naturales. Es el parque nacional más grande del norte de Tailandia. En esta región tienen sus fuentes ríos como el Nan y el Pua, dentro de los límites de protección del parque. El parque nacional Khun Nan se encuentra al norte de la superficie de este parque. 
Con 1980 metros de alto, el Doi Phu Kha, ubicado dentro del perímetro del parque, le da su nombre. Hay muchas cuevas en el terreno de este parque. Se le llama así por Chompoo Phu Kha (en tailandés, ชมพูภูคา, Bretschneidera sinensis), un árbol con atractivos racimos de flores rosas, que junto con Caryota gigas y Acer wilsonii, son especies de plantas bastante raras, que en Tailandia se pueden encontrar sólo en este parque. Hay dos formaciones rocosas naturales en el pico de Doi Phu Wae (1.837 m s. n. m.). El ascenso requiere tres días y dos noches. El paisaje del mar de nubes y la cordillera montañosa es la recompensa para los montañeros que alcancen el pico Phu Wae.
El parque se creó el 17 de junio de 1999. En 2009 los 246 km² de la zona central del parque fueron nuevamente objeto de regulación. El parque nacional de Doi Phu Kha forma parte de la ecorregión de las pluvisilvas montanas de Luang Prabang.
El rey Bhumibol Adulyadej ha acusado de la destrucción de las regiones forestales de Tailandia a la avaricia de algunos oficiales del estado. Esto es evidente en grandes zonas del parque nacional de Doi Phu Kha que en el pasado estuvieron cubiertas de bosque primario y que han quedado deforestadas incluso con la protección con el estatus de parque nacional.

## Referencias

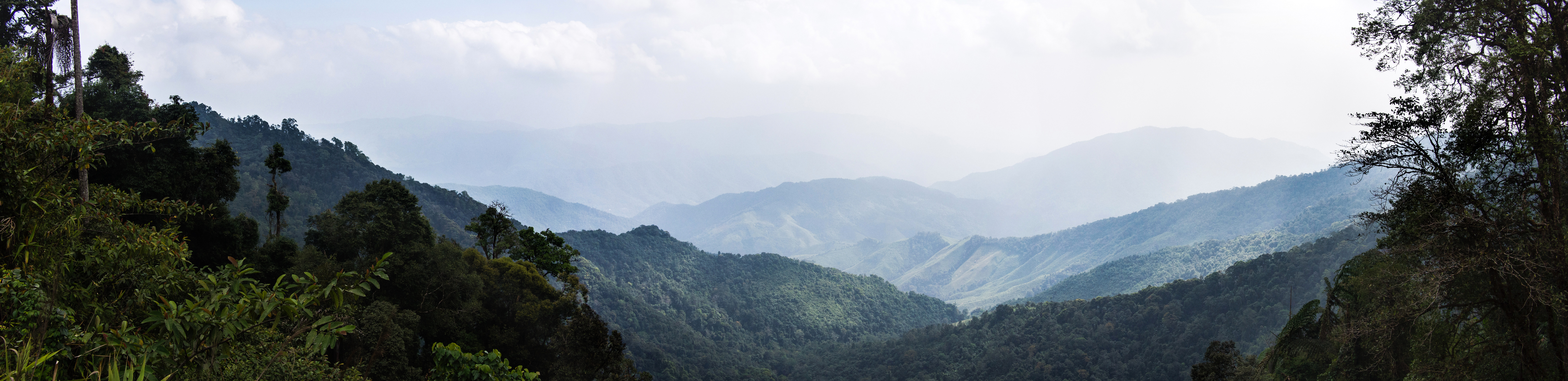
Una imagen panorámica de las montañas en la parte meridional del parque.